# تاوباتي (لاعب كرة قدم)
تاوباتي هو لاعب كرة قدم برازيلي في مركز الهجوم، ولد في 15 سبتمبر 1991 في تاوباتي في البرازيل. لعب مع نادي بوتافوغو اس بي ونادي كورينثيانز.

## وصلات خارجية
- تاوباتي (لاعب كرة قدم) على موقع قاعدة بيانات كرة القدم.إي يو (الإنجليزية)
- تاوباتي (لاعب كرة قدم) على موقع Soccerway.com (الإنجليزية)